# Ugetsu Monogatari
Ugetsu Monogatari (雨月物語 Cuentos de lluvia y de luna?) es una colección de nueve cuentos sobrenaturales del autor japonés Ueda Akinari, publicado por primera vez en 1776.

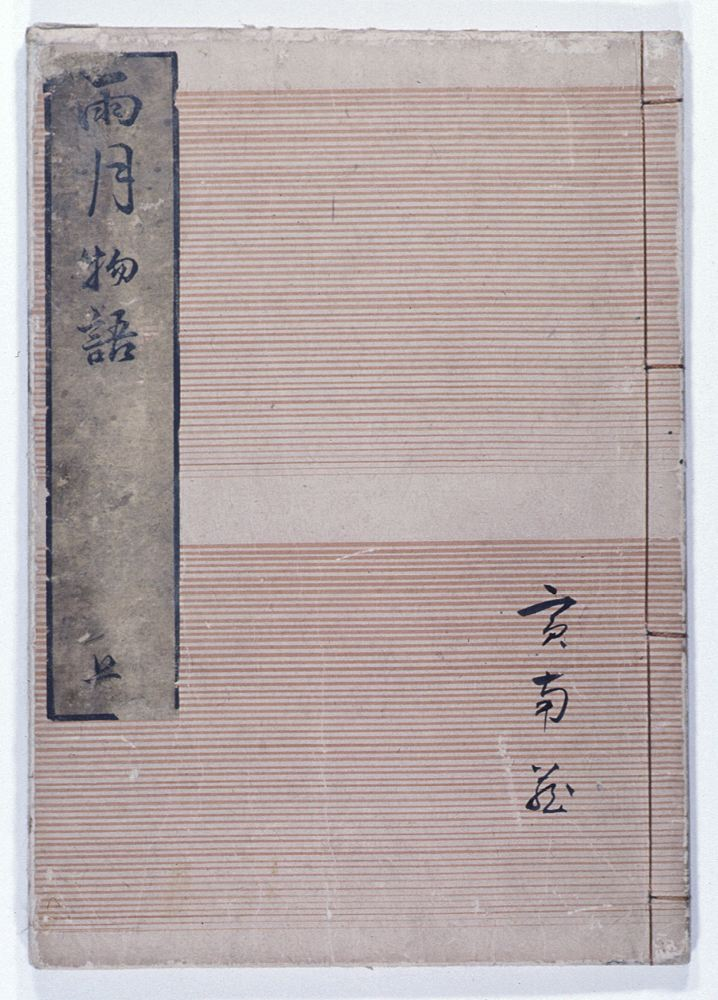
Portada de la cuarta edición publicada por Shichiro Kawachiya

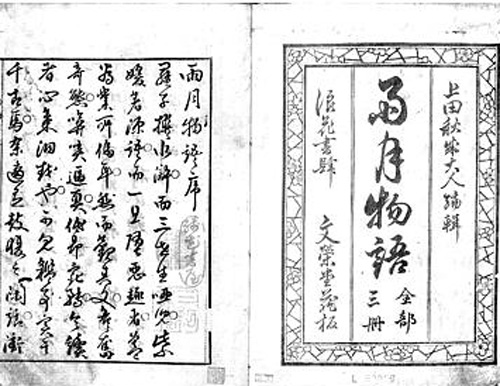
Dentro de la cuarta edición

Tomada en gran parte de cuentos de fantasmas tradicionales japoneses y chinos, la colección se encuentra entre las obras más importantes de ficción japonesa del siglo XVIII, a mediados del período Edo. Los logros literarios de Edo se comparan normalmente con la ficción de Ihara Saikaku; el drama de Chikamatsu Monzaemon en el período Genroku y la literatura popular de Kyokutei Bakin en el período Bunka-Bunsei posterior. Ugetsu Monogatari, entonces, ocupa una posición importante, aunque a menudo pasada por alto, entre estos dos momentos en la historia literaria de Edo. La colección es la obra más conocida del autor. Anteriormente había escrito dos ukiyo-zōshi («libros del mundo flotante») en 1766-7 y una segunda colección, Harusame Monogatari (Cuentos de la lluvia primaveral), no se imprimió hasta 1907.

## Título
El término «monogatari» refleja una forma refinada de ficción narrativa, por ejemplo, los primeros «romances de la corte» como Genji Monogatari y Saigyō Monogatari. «Ugetsu» es un compuesto; la «u» significa lluvia, mientras que «-getsu» se traduce como luna. Se deriva de un pasaje en el prefacio del libro que describe «una noche con una luna brumosa después de las lluvias», y hace referencia a una obra de teatro nō también llamado Ugetsu, que emplea los símbolos contemporáneos comunes de la lluvia y la luna. Estas imágenes evocaban lo sobrenatural y misterioso de la literatura de Asia oriental; el «Mudan deng ji» de Qu You (en chino, 牡丹燈記; un cuento del Jiandeng Xinhua, una de las principales fuentes de Ueda), indica que una noche lluviosa o una luna matutina pueden presagiar la llegada de seres sobrenaturales. Cuentos de lluvia y de luna es la traducción al español más común.

## Contenido y estilo

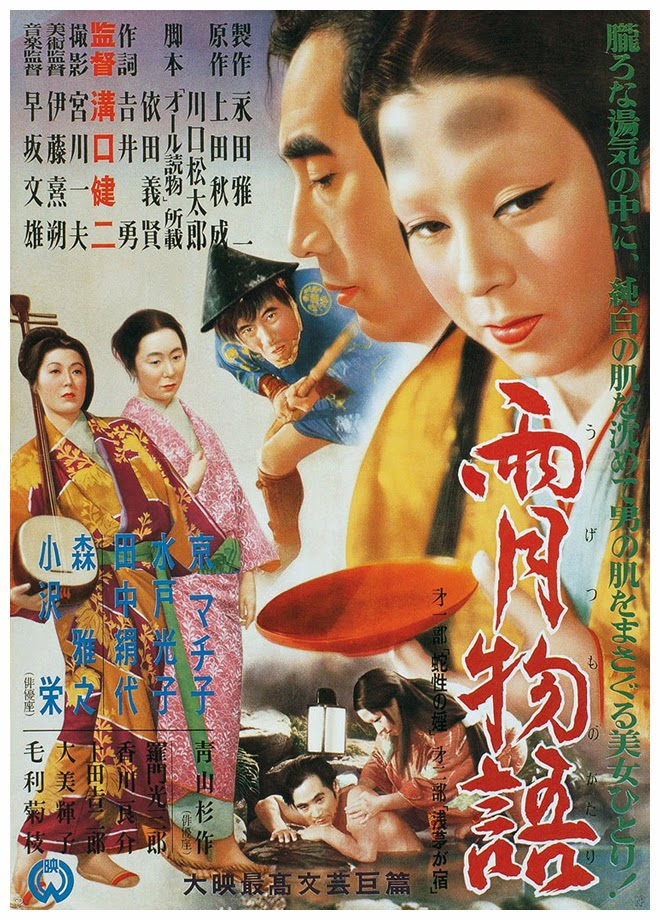
Póster de la película japonesa de 1953 Ugetsu (Ugetsu Monogatari).

Las nueve historias están basadas en relatos sobrenaturales de la dinastía Ming, de las obras Jiandeng Xinhua (剪灯新話, Nuevas historias contadas mientras se recortaba la mecha) y Sanyan (三言). En su reinterpretación de estas historias, Ueda las reformuló como cuentos históricos ambientados en Japón, entretejiendo elementos de los cuentos originales con una rica variedad de referencias a eventos históricos, personajes y obras literarias, tanto japonesas como chinas. En su uso de compuestos chinos glosados con lecturas fonéticas japonesas, Ueda frecuentemente incorpora dobles significados y juegos de palabras en su texto. La inclinación de Ueda por la alusión es evidente en el prefacio chino, que también es digno de mención por su presentación de la visión del autor de la ficción como un medio para expresar la verdad.
Aunque cada historia gira en torno a un evento sobrenatural, Ueda no se aleja demasiado de los asuntos de este mundo. Al igual que otros miembros del movimiento kokugaku (nativista), Ueda se basó en la ficción como una herramienta para revitalizar el pasado de Japón, dando vida a la estética de la antigüedad en el presente. Al mismo tiempo, presenta en Ugetsu Monogatari algunas de las opiniones morales de la escuela kokugaku. Para ello, emplea elementos sobrenaturales, como fantasmas que vuelven a visitar a los vivos para dar a conocer los efectos que han sufrido por el comportamiento poco ético de los demás. Por ejemplo, en la historia «Asaji ga yado» («La casa en medio de los juncos»), en la que se basa parcialmente la película Los cuentos de la luna pálida de Kenji Mizoguchi de 1953, un marido que ha abandonado a su fiel esposa regresa a casa solo para encontrarse sin saberlo con su fantasma, una experiencia que lo lleva a una comprensión desgarradora de los efectos de su infidelidad. Sin embargo, como sostiene Dennis Washburn, a través de su estilo altamente alfabetizado y su técnica narrativa desarrollada, Ueda evita enfatizar demasiado el aspecto moral, y los cuentos son ante todo una exploración literaria de la emoción humana.

## Publicación e influencia
Ugetsu Monogatari se publicó por primera vez en una edición en madera de 1776, aunque algunos estudiosos sostienen que el trabajo se completó ocho años antes, en 1768. Ueda publicó el trabajo de forma anónima, pero la atribución posterior de Takizawa Bakin del trabajo a él es ahora indiscutible. Ugetsu fue una de las primeras obras de «lectura de libros» (yomihon) que se publicaron para un público más reducido y alfabetizado. Con frecuencia centrada en temas históricos, la «lectura de libros» estaba dirigida a personas con un alto nivel de educación, tanto en clásicos chinos como japoneses, que también eran conocedores de la ficción vernácula del período Ming. Ugetsu creció en popularidad después de su publicación, y muchos autores posteriores, como Santō Kyōden y Bakin, modelaron sus obras según su contenido y estilo. Aunque el interés disminuyó durante un tiempo en el período Meiji, muchos escritores del siglo XX, incluidos Junichiro Tanizaki y Ryūnosuke Akutagawa, leyeron y fueron influenciados por su trabajo.
La primera traducción al inglés fue publicada por Wilfrid Whitehouse en Monumenta Nipponica en 1938 y 1941, bajo el título Ugetsu Monogatari: Tales of a Clouded Moon.

## Cuentos
Las nueve historias aparecieron en cuatro volúmenes en el siguiente orden.
- Shiramine (白峯; «Pico blanco»): «una historia basada en una leyenda japonesa que presenta al duende volador sobrenatural nativo tengu, que también tiene fuertes elementos de un prototipo de cuento popular».[5]
- Kikka no Chigiri (菊花 の 約; «La promesa del crisantemo»). «Akinari no solo usa la trama sino también la dicción de una historia vernácula china, Fan Juqing jishu sisheng jiao (范巨卿雞黍死生交; «La amistad eterna de Fan Chu-ch'ing»).»[5] «Un hombre que no puede ir a la casa de su amigo porque ha estado preso se suicida para que su fantasma pueda escapar y cumplir la promesa.»[6]
- Asaji ga Yado (浅 茅 が 宿; «Casa en medio de la espesura»).
- Muo no Rigyo (夢 応 の 鯉魚; «Una carpa que apareció en mi sueño»).
- Bupposo (仏 法 僧; «Ave del paraíso»).
- Kibitsu no Kama (吉 備 津 の 釜; «El Caldero de Kibitsu»). «La historia de un marido que se escapa con una prostituta. La esposa muere y su espíritu posee a la prostituta que ella misma muera.»[6] El resto de la historia narra los intentos ineficaces del marido de combatir el espíritu de su difunta esposa.
- Jasei no In (蛇 性 の 婬; «Lujuria de la Serpiente Blanca»). Un Bildungsroman desarrollado a partir del cuento popular chino Leyenda de la Serpiente Blanca en el que el protagonista masculino, un segundo hijo disoluto empobrecido debido a la primogenitura, se enamora de la serpiente blanca disfrazada de mujer hermosa.[7][8][9] Ella es la ánima de los deseos y la indisciplina del protagonista, que constantemente le causa problemas.[10] Con la intención de salvar a su familia del sufrimiento de sus manos, la atrapa en una urna y la entierra bajo la Pagoda Leifeng.[11][12]
- Aozukin (青 頭巾; «La capucha azul»).
- Hinpuku-ron (貧 福 論; «Teoría de la riqueza y la pobreza»).